# Mellin de Saint-Gelais

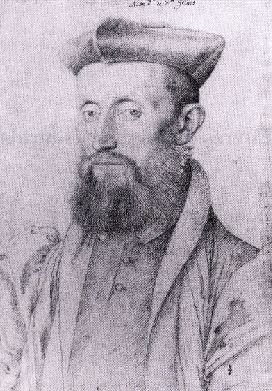
Mellin de Saint-Gelais (1490–1558), Kreidezeichnung von François Clouet (1510–1572), Musée Condé im Schloss Chantilly

Mellin de Saint-Gelais (auch Melin de Saint-Gelays oder Sainct Gelais, * ca. 1491 in Angoulême; † Oktober 1558 in Paris) war ein französischer Dichter der Renaissance und Hofpoet von Franz I.

## Biografie
Mellin de Saint-Gelais wurde vermutlich als unehelicher Sohn des Landadligen Jean de Saint-Gelais, Graf von Montlieu, in der historischen westfranzösischen Provinz Angoumois geboren. Der Vorname Mellin ist eine französisch-normannische Verballhornung des britischen Magiers Merlin. Gerüchte unterschoben seinem Onkel Octavien de Saint-Gelais (1468–1502), Dichter, Übersetzer und Bischof von Angoulême, die Vaterschaft. Mellin wuchs wahrscheinlich im Bischofspalast unter dem intellektuellen Einfluss seines humanististsch-gelehrten Verwandten auf. Andere Quellen behaupten, er sei in Cognac am Hof der Luise von Savoyen (1476–1531), der Mutter des späteren französischen Königs Franz I. (1494–1547), erzogen worden. Er studierte ab 1506 Rechtswissenschaft in Poitiers und wechselte 1509 an die Sorbonne in Paris. Um seine Kenntnisse zu vervollständigen, ging er noch im selben Jahr nach Bologna und Padua, wo er mit der Aufnahme und Verarbeitung der Antike durch die italienische Hochrenaissance in Kontakt kam. Er lernte Petrarcas Werke kennen und als er um 1518 nach Frankreich zurückkehrte, brachte er dessen bevorzugte Gedichtform, das Sonett, mit an den französischen Hof. Dort regierte seit drei Jahren der junge König Franz I., der von der italienischen Kultur begeistert war. Mellin de Saint-Gelais, der als Dichter geistreicher Verse die Gunst des Valois-Herrschers gewann, übernahm Hofämter, trat 1523 in den geistlichen Stand ein und wurde Hofkaplan des Dauphins François (1518–1536). Später leitete er die einträglichen Abteien La Frenade in der Charente und ab 1532 Reclus in der Champagne. Er vernachlässigte jedoch nie die höfische Dichtkunst und wurde zu einem unverzichtbaren Organisator der aufwändigen Feste am Hof des kunstsinnigen Regenten. Von 1536 bis 1544 amtierte er mit dem Titel „garde de la Librairie royale de Blois“ als Bibliothekar in der prachtvollen Nebenresidenz Blois.
Sein künstlerischer Niedergang begann 1549 als Joachim du Bellay (1522–1560) in seiner literaturpatriotischen Streitschrift „La deffence et illustration de la langue françoyse“ mit seiner Kritik an der ein Jahr zuvor erschienenen „Art poétique françoys“ von Thomas Sébillet (1512–1583) die ganze Dichtergeneration Mellin de Saint-Gelais scharf angriff. Du Bellay gehörte zu einer Gruppe junger Schriftsteller um Pierre de Ronsard (1524–1585), die sich nach antikem Vorbild „La Pléiade“ nannten, und die den allgemeinen Klassizismus zu einer betont französischen Nationalliteratur weiterentwickelten. Trotzdem blieb Mellin de Saint-Gelais in der Gunst des Hofes, der seit 1547 von Heinrich II. (1519–1559) und seiner Gattin Katharina von Medici (1519–1589) beherrscht wurde. 1554 übersetzte er die Tragödie Sfonisba des italienischen Dramatikers Gian Giorgio Trissino (1478–1550). Saint-Gelais organisierte die festlichen Vergnügungen zur Abreise des Königs von Saint-Germain-en-Laye im Jahr 1557, ein Jahr vor seinem Tod. Gemäß der Tradition komponierte er, da er auch ein guter Sänger und Lautenspieler war, sein eigenes Abschiedslied (franz. Chant d’Adieu), bevor er starb. Zu seinen Freunden zählte er so unterschiedliche Persönlichkeiten wie die Dichter Clément Marot (1495–1544) und François Rabelais (1494–1553), den Philosophen Erasmus von Rotterdam (1469–1536) und den Bibelübersetzer Jacques Lefèvre d’Étaples (ca. 1450–1536).

## Zitate
- Mieux vaut faire, et se repentir, Que se repentir, et rien faire. In: Quatrains, LXXVIII (dt. „Es ist besser zu handeln und dann zu bereuen, als zu bereuen, nicht gehandelt zu haben.“)
- Il n’est oiseau qui sût voler – Si haut comme un coeur peut aller. In: Quatrains, LXXXIV (dt. „Kein Vogel fliegt so himmelan, wie ein teures Herz es kann.“)
- Amitié qui se peut finir / Ne fut jamais bien commencée. In: Oeuvres poétiques (dt. „Eine Freundschaft, die beendet werden kann, hat eigentlich nie so recht begonnen.“)
- Ainsi vous doit-il souvenir / Que le temps finit la beauté. In: Oeuvres poétiques (dt. „So seid immer eingedenk / Dass die Zeit die Schönheit beendet.“)
- „‚Nun also, meine Herren‘, fragte der König, ‚was dünkt Euch von dieser Predigt?‘ ‚Sire!‘ rief Mellin von Saint-Gelais, der merkte, daß alle befriedigt waren, nie hörte ich eine trefflichere Pantagruels-Prophezeiung!‘ Alle Höflinge klatschten Beifall, und alle priesen Rabelais, der sich zurückzog und von den Pagen unter vielen Ehren auf besondere Anweisung des Königs mit flammenden Fackeln hinausgeleitet wurde.“[1]